# Mesoplodon bowdoini
Il mesoplodonte di Bowdoin (Mesoplodon bowdoini) è un cetaceo odontoceto della famiglia Ziphiidae. È uno dei membri meno conosciuti di un genere poco conosciuto. Il nome specifico bowdoini gli è stato dato in riferimento a George S. Bowdoin, un donatore del Museo Americano di Storia Naturale. Questa specie è degna di nota per non essere mai stata osservata in natura prima del 2002.

## Descrizione fisica

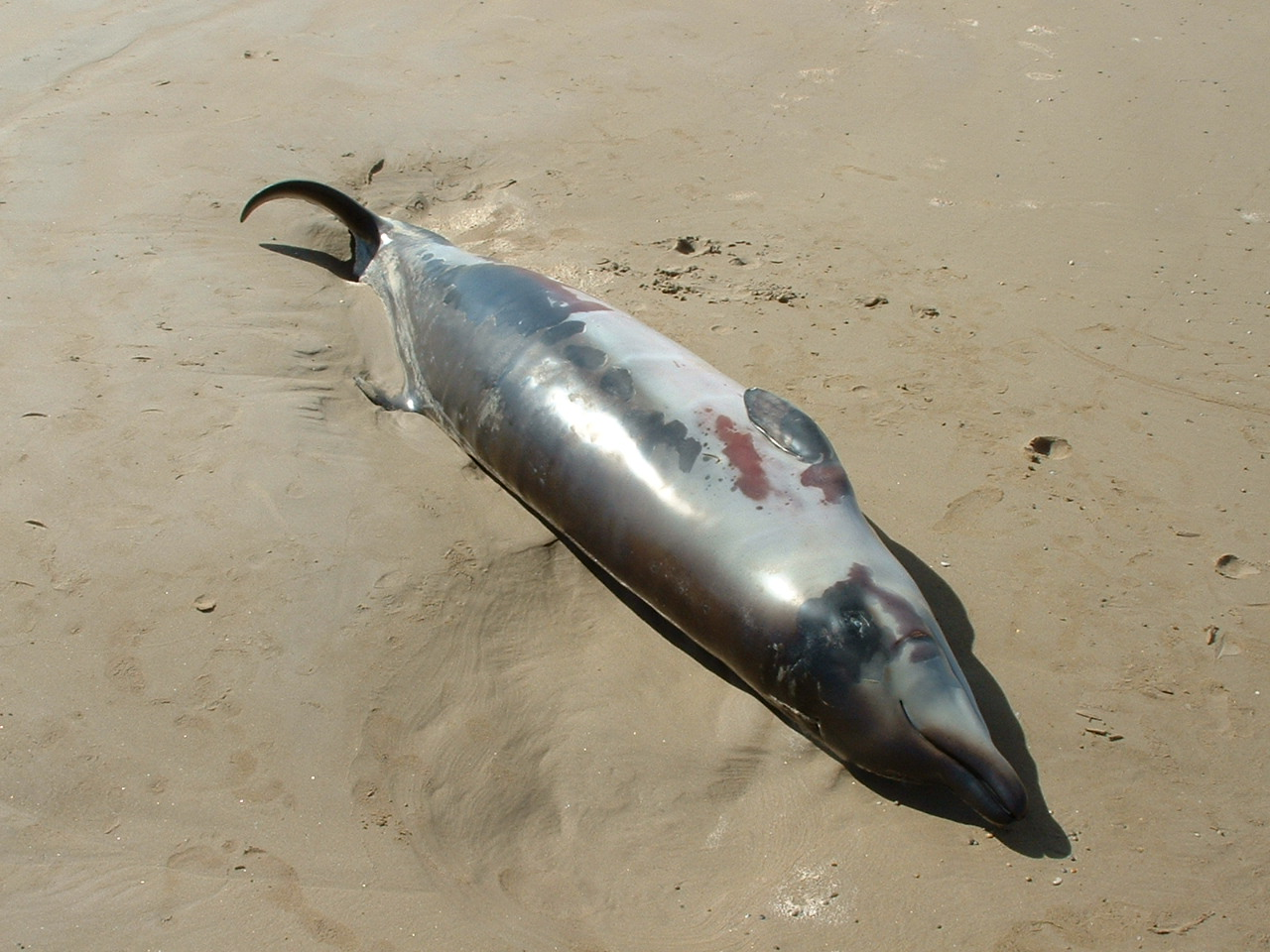
Cucciolo spiaggiato in Tasmania

Il corpo del mesoplodonte di Bowdoin è piuttosto robusto rispetto a quello di altri membri del genere. Il melone di questo zifide è piuttosto basso ed il rostro è breve e sottile. La mascella inferiore è caratteristica in quanto la sua parte centrale si protende verso l'alto ed i denti si estendono al di sopra del rostro (o "becco"). La testa inoltre presenta qualche volta una macchia chiara ai suoi lati, più saliente nei maschi. I maschi, dalla colorazione uniforme che va dal grigio scuro al nero, hanno sul dorso un segno a forma di "sella" tra lo sfiatatoio e la pinna dorsale. I maschi presentano anche le cicatrici tipiche di questo genere. Le femmine sono grigio ardesia con i fianchi e il ventre bianco-grigiastri. In entrambi i sessi sono presenti i segni dei morsi dello squalo cookie-cutter. Si crede che le femmine raggiungano al massimo i 4,9 metri e i maschi i 4,5 metri. Alla nascita si sostiene che i piccoli siano lunghi circa 2,2 metri.

## Comportamento
Al largo della Nuova Zelanda la stagione dei parti avviene in primavera ed estate, ma oltre a questo ogni tipo di comportamento è completamente sconosciuto.

## Popolazione e distribuzione
Questa specie vive nell'emisfero meridionale e quale sia il suo preciso areale è incerto. 35 esemplari spiaggiati sono stati registrati in Australia e in Nuova Zelanda, sull'isola Macquarie, sulle isole Falkland, in Galles e a Tristan da Cunha. Il loro areale sembrerebbe implicare una distribuzione circumpolare. Comunque, non ci sono ancora stati avvistamenti confermati a questo riguardo.

## Conservazione
Questa specie non è mai stata cacciata e non esistono dati su catture occasionali nelle reti da pesca.